# Twórczość
Twórczość – wieloaspektowe zjawisko związane z powstawaniem nowych i wartościowych wytworów. Zgodnie ze Słownikiem Języka Polskiego PWN jest to pojęcie oznaczające zarówno proces tworzenia czegoś, jak też ogół dzieł stworzonych przez kogoś. W tym pierwszym znaczeniu używa się pojęcia procesu twórczego, a więc swoistego procesu psychicznego prowadzącego do powstania twórczego dzieła np. dzieła sztuki czy dzieła literackiego. Tego typu zjawiska są badane i opisywane w ramach psychologii twórczości. W tym drugim znaczeniu pojęcie twórczości odnoszone jest do dorobku poszczególnych twórców kultury np. artystów, naukowców, pisarzy, architektów, projektantów etc. W tym kontekście można mówić przykładowo o twórczości malarskiej Leonarda da Vinci czy o twórczości literackiej Williama Shakespeare'a. 
Zrozumienie zjawiska twórczości, jak twierdzi Edward Nęcka, wymaga ujęcia interdyscyplinarnego, gdyż jest ono przedmiotem badań wielu przedstawicieli nauk społecznych i humanistycznych, w tym między innymi psychologów, antropologów, filozofów, pedagogów, socjologów, historyków czy historyków sztuki.

## Psychologiczne koncepcje twórczości
W psychologii twórczości wyróżnia się ogólne koncepcje procesu twórczego oraz systemowe koncepcje twórczości. Do tej pierwszej kategorii należą klasyczne i współczesne teorie procesu twórczego, koncepcja Roberta Weisberga (nazywana teorią stopniowego przyrostu), koncepcja interakcji twórczej Edwarda Nęcki oraz model genploracji (ang. geneplore model) opracowany przez Ronalda Finkego, Thomasa Warda i Stevena Smitha. Z kolei do systemowych koncepcji twórczości należą  inwestycyjna koncepcja twórczości Roberta Sternberga i Todda Lubarta, koncepcja transgresji Józefa Kozieleckiego oraz koncepcja, którą zaproponował Mihaly Csikszentmihalyi.
Jedną z pierwszych psychologicznych koncepcji twórczości, uznawaną za klasyczną teorię procesu twórczego, przedstawił Graham Wallas. Zgodnie z jego koncepcją proces twórczy składa się z czterech etapów: 1) preparacji, 2) inkubacji, 3) iluminacji oraz 4) weryfikacji.
Cechą charakterystyczną systemowych koncepcji twórczości jest to, że wyróżniają one wiele składników twórczości, w tym nie tylko składniki psychiczne, ale również społeczne oraz kulturowe. W ramach tych koncepcji zakłada się, że twórczość jest dynamicznym systemem, zaś poszczególne składniki wzajemnie oraz nieustannie oddziałują na siebie. Efekt końcowy jest czymś więcej niż prostą sumą działania jego poszczególnych składników, a więc zachodzi proces synergii.